# Fluxbuntu
Fluxbuntu és una distribució basada en Ubuntu que usa l'entorn de finestres Fluxbox en lloc de l'escriptori GNOME. Funcionava amb aparells amb una memòria massa limitada i discs petits per proporcionar claredat, productivitat, agilitat i eficiència. Els requeriments oficials de memòria eren de menys de 64MB i el disc podia ser inferior a 1,5GB, per tant funcionava en màquines econòmiques. L'entorn gràfic per defecte és la finestra Flñuxbox i inclou AbiWord com a editor de textos primari, GnuMeric com l'aplicació Spreadsheet per defecte i altres aplicacions com el navegador Kazehakase, el correu electrònic Claws o el xat Pidgin.